# Andréa Nóbrega
Andréa Filomena da Silva Nóbrega (Rio de Janeiro,  8 de outubro de 1968) é uma socialite, empresária e humorista brasileira.

## Biografia
Nascida e criada no subúrbio do Rio de Janeiro, na adolescência Andrea teve que parar de estudar para trabalhar e ajudar os pais a sustentar a família, trabalhando como faxineira, babá e empregada doméstica. Em 1993 começou a namorar o apresentador Carlos Alberto de Nóbrega, com quem se casou em 1996. Em 1999 conseguiu engravidar após três anos de tentativa e várias sessões de fertilização, tendo os gêmeos Maria Fernanda e João Victor em 16 de maio de 2000. Em 2009 separou-se de Carlos Alberto, porém em 2014 eles reataram. Em 2016 o casal se separou definitivamente após Andréa revelar que era constantemente humilhada pelo ciúme de Carlos Alberto.

## Carreira
Andréa começou a carreira artística em 1988 no programa humorístico Veja o Gordo, comandado pelo humorista Jô Soares, então exibido pelo SBT. Entre 1990 à 1997, ela esteve presente em outro programa humorístico, a Escolinha do Golias na época exibido pelo SBT. Após quatro anos dedicando-se a maternidade, Andréa retomou a carreira artística em 2001 no programa humorístico A Praça é Nossa que é exibido pelo SBT, na qual interpretou a personagem "Patsa" ao lado do humorista Ronald Golias, com quem retomou a antiga parceria, permanecendo no programa até 2011, quando os constantes conflitos com o humorista Carlos Alberto de Nóbrega, de quem tinha se separado dois anos antes, chegaram ao estopim. Em 2011, Andréa foi contratada pela Rede Record para integrar o elenco da Escolinha do Gugu, que fazia parte de um quadro humorístico do Programa do Gugu. Em 2014, Andréa e o humorista Carlos Alberto de Nóbrega, se reconciliaram e retomaram novamente o casamento. Logo Andréa voltou ao programa humorístico A Praça é Nossa que é exibido pelo SBT, onde ficou por dois anos até o casal se separar novamente.   Em 2019, Andréa apresentou o programa "Jantar com as Estrelas" na Rede Brasil, que teve o formato baseado no clássico programa Almoço com as Estrelas que foi exibido na TV Tupi, na Rede Record e no SBT.
Em 2013, Andréa participou da segunda temporada do reality show Mulheres Ricas exibido pela Rede Bandeirantes. Em 2014, Andréa participou da décima temporada do reality show O Aprendiz que era transmitido pela Rede Record, ficando em 7.º lugar na competição. Em 2019, Andréa participou da décima primeira temporada do reality show A Fazenda, que é exibido pela  RecordTV, na qual acabou ficando em 10.º lugar na competição.

## Empresária
Em 2016, Andréa resolveu apostar em seu lado empreendedora e investiu em um empório de gastronomia mineira, que foi batizado com o nome de "Empório Espaço de Minas", localizado no Shopping Alpha Square Mall, que fica dentro do bairro nobre de Alphaville, na cidade de Barueri. 

## Filmografia

### Televisão
| Ano     | Título                 | Personagem               | Notas        |
| ------- | ---------------------- | ------------------------ | ------------ |
| 1988–90 | Veja o Gordo           | Vários personagens       |              |
| 1991    | A Escolinha do Golias  | Bebete                   |              |
| 2001–11 | A Praça é Nossa        | Patsa                    |              |
| 2001–11 | A Praça é Nossa        | Nova Rica                |              |
| 2011–12 | Escolinha do Gugu      | Déa Fashion              |              |
| 2013    | Mulheres Ricas         | Participante             | Temporada 2  |
| 2014    | O Aprendiz             | Participante             | Temporada 10 |
| 2014–16 | A Praça é Nossa        | Nova Rica                |              |
| 2019    | Jantar com as Estrelas | Apresentadora            |              |
| 2019    | A Fazenda              | Participante (10º lugar) | Temporada 11 |
| 2020    | Bancando o Chef        | Participante             | Temporada 2  |

### Internet
| Ano           | Título         | Cargo         |
| ------------- | -------------- | ------------- |
| 2016–presente | Andréa Nóbrega | Apresentadora |

## Teatro
| Ano     | Título    |
| ------- | --------- |
| 2012–13 | O Cunhado |